# 佐藤博 (実業家)
佐藤 博（さとう ひろし、1929年2月10日 - 2013年1月13日）は、日本の経営者。TDK社長、会長を務めた。

## 来歴・人物
東京都出身。1952年に日本大学旧工学部を卒業し、同年に東京電気化学工業(のちのTDK)に入社した。1966年12月に取締役に就任し、1974年に常務を経て、1987年2月に社長に就任。1998年6月に相談役に就任。
1991年4月に藍綬褒章を受章し、1998年11月に勲二等瑞宝章を受章した。
2013年1月13日、肺炎のために死去。83歳没。